# Artur Przybysławski
Artur Przybysławski (ur. 1970) – polski filozof, doktor habilitowany nauk humanistycznych, nauczyciel akademicki Uniwersytetu Jagiellońskiego, a wcześniej Uniwersytetu Łódzkiego. Specjalista w zakresie filozofii buddyjskiej i historii filozofii. Tłumacz z języka angielskiego i tybetańskiego.

## Życiorys
W 2001 na podstawie napisanej pod kierunkiem Władysława Stróżewskiego rozprawy pt. Myśl Talesa i Heraklita w filozofii Arystotelesa, Hegla, Nietzschego, Heideggera uzyskał na Wydziale Filozoficznym Uniwersytetu Jagiellońskiego stopień naukowy doktora nauk humanistycznych w dyscyplinie filozofia specjalność historia filozofii. W 2010 na podstawie dorobku naukowego oraz rozprawy pt. Buddyjska filozofia pustki otrzymał na Wydziale Filozoficzno-Historycznym Uniwersytetu Łódzkiego stopień naukowy doktora habilitowanego nauk humanistycznych w dyscyplinie filozofia specjalność filozofia Wschodu.
Był adiunktem w Instytucie Filozofii Wydziału Filozoficzno-Historycznego Uniwersytetu Łódzkiego. Został nauczycielem akademickim na stanowisku adiunkta w Katedrze Porównawczych Studiów Cywilizacji Wydziału Filozoficznego Uniwersytetu Jagiellońskiego w Krakowie.
Otrzymał stypendium Fundacji na Rzecz Nauki Polskiej. Został wyróżniony przez Stowarzyszenie Tłumaczy Polskich za prace przekładowe. Laureat Konkursu Literackiego Miasta Gdańska im. Bolesława Faca za powieść Pan Profesor (2019).
Został współpracownikiem Karmapa International Buddhist Institute w Nowym Delhi i International Institute of Asian and Tibetan Studies w Hiszpanii.

## Wybrane publikacje
Prace autorskie
- Świat jest tylko umysłem, czyli Filozofia buddyjska z przymrużeniem (trzeciego) oka (2018)
- Buddyjska epistemologia Tybetu: studia i przekłady (2017)
- Tales i początki refleksji europejskiej (2016)
- Pustka jest radością czyli Filozofia buddyjska z przymrużeniem (trzeciego) oka (2010)
- Buddyjska filozofia pustki (2009)
- Coincidentia oppositorum (2004)
- Nietzsche 1900–2000 (red. nauk., 1997)[4]

Przekłady
- Nagardżuna, Filozofia pustki i współzależnego wyłaniania (2014)
- Arthur O. Lovejoy, Wielki łańcuch bytu: studium historii pewnej idei: z dodaniem tekstów „Historiografia idei”, „Obecne stanowiska i przeszła historia” oraz „Refleksje o historii idei” (2009)
- Paul de Man, Alegorie czytania: język figuralny u Rousseau, Nietzschego, Rilkego i Prousta (2004)
- Christopher Norris, Dekonstrukcja przeciw postmodernizmowi: teoria krytyczna i prawo rozumu (2001)
- Paul de Man, Ideologia estetyczna (2000)
- Arthur O. Lovejoy, Wielki łańcuch bytu: studium z dziejów idei (1999)
- Thomas de Quincey, Ostatnie dni Immanuela Kanta (1996)[4]